# Rotronics Wafadrive

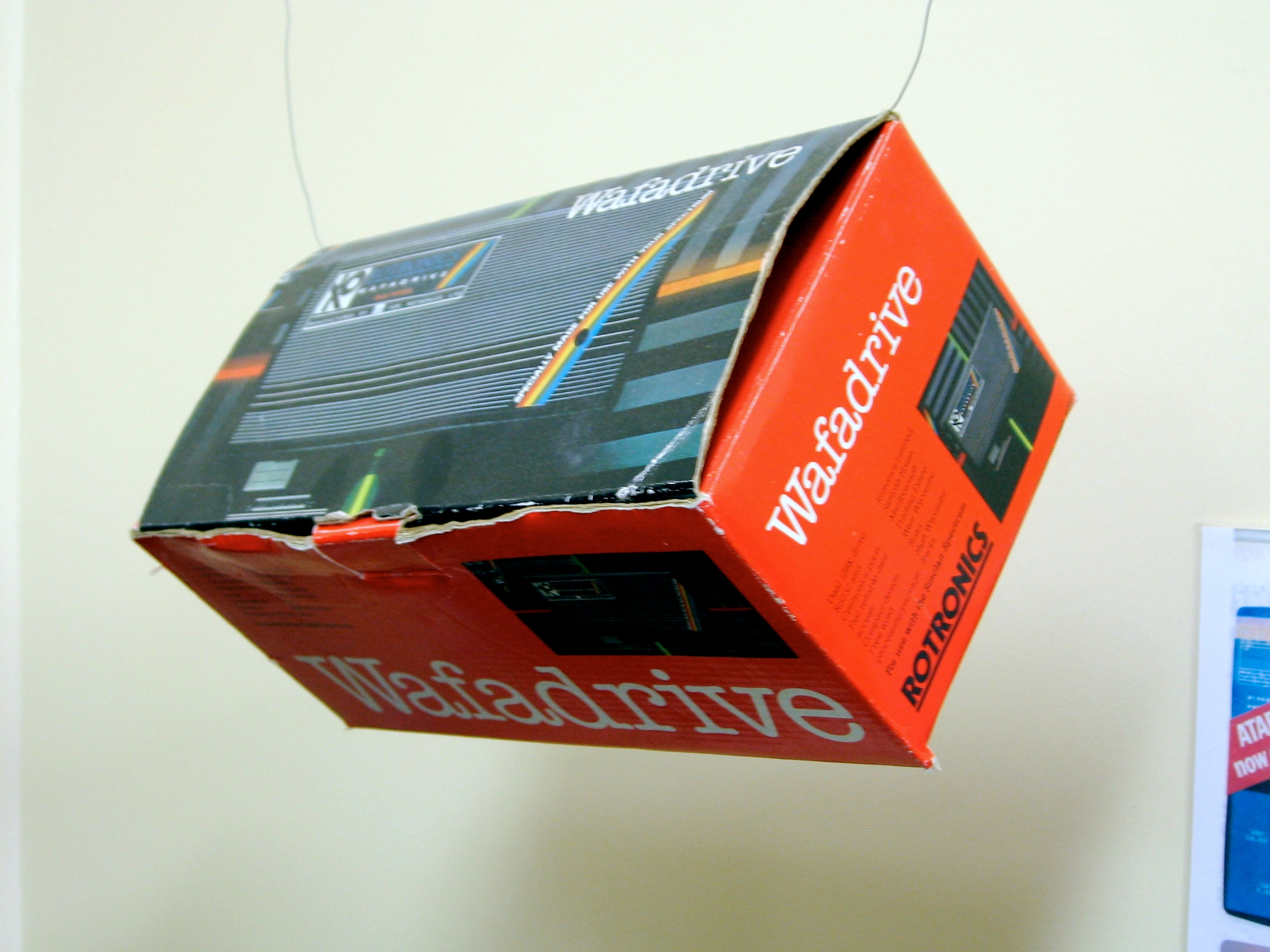
Embalaje de Rotronics Wafadrive.

El Rotronics Wafadrive, lanzado a fines de 1984, fue un periférico proyectado para uso con el ordenador doméstico Sinclair ZX Spectrum y que pretendía competir con la ZX Interface 1 y el ZX Microdrive producidos por Sinclair.

## Características
El Wafadrive consistía de dos unidades de «cinta continua», una interfaz RS-232 y puerto paralelo Centronics.
Las unidades podían mover la cinta en dos velocidades: alta, para búsqueda secuencial, y baja, para lectura/grabación, la cual era significativamente más lenta de que a del Microdrive. Los cartuchos (o «wafers»), los mismos usados en los dispositivos Entrepo stringy floppy para otros microordenadores, eran físicamente más anchos de que los cartuchos del Microdrive. Estaban disponibles en tres diferentes capacidades (nominales): 16 KiB, 64 KiB o 128 KiB.
El mismo mecanismo de accionamiento, fabricado por la BSR, y los cartuchos, fueron usados en un dispositivo similar conocido como Quick Data Drive (QDD), proyectado para conectarse al puerto serie del ordenador doméstico Commodore 64.